# Kapelle St. Adelheidis

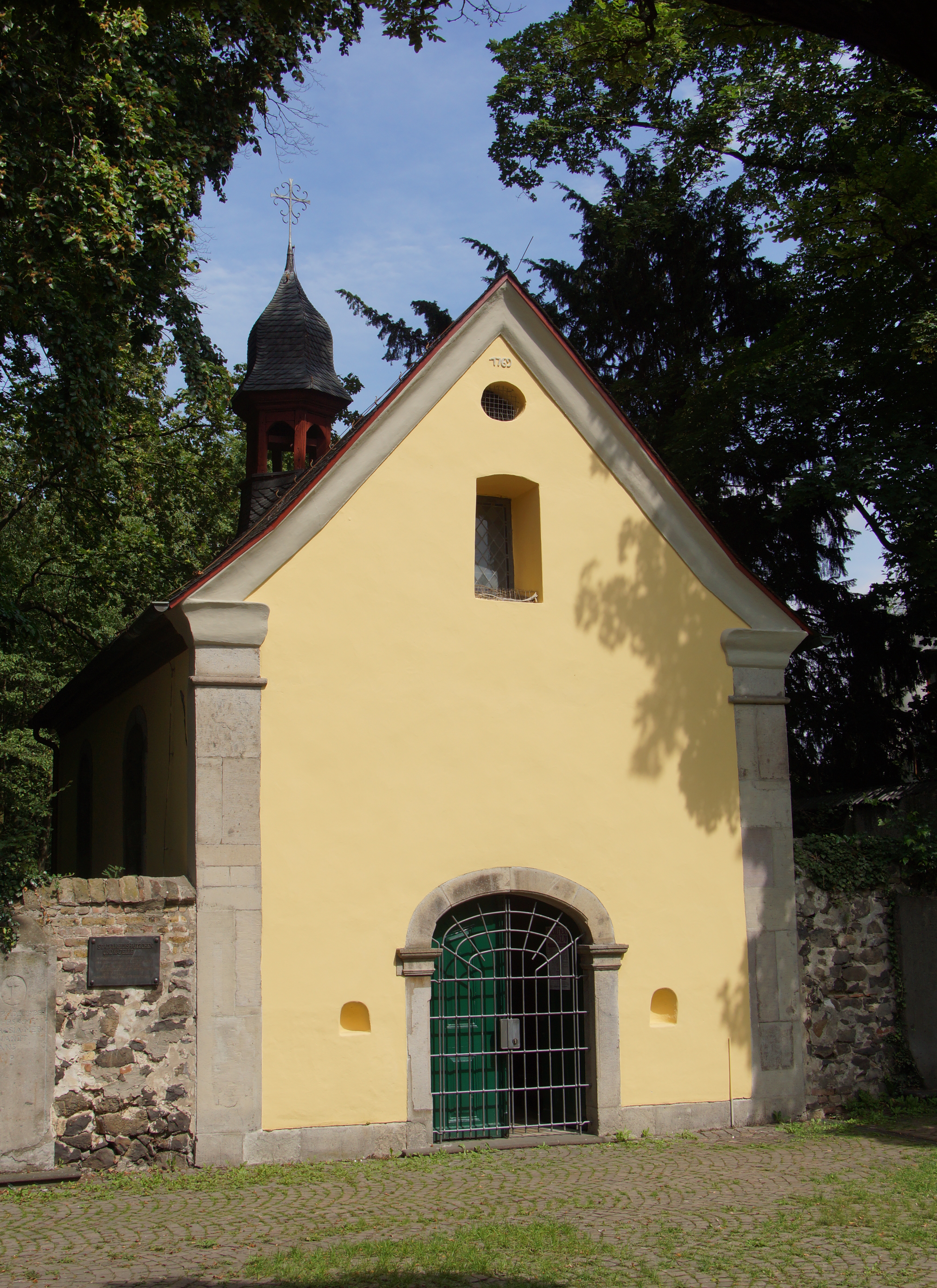
Die Adelheidis-Kapelle am Adelheidis-Brunnen

Die Kapelle St. Adelheidis (auch: Adelheidis-Kapelle) befindet sich am Adelheidisplatz im Bonner Ortsteil Pützchen-Bechlinghoven. Sie ist eine der Heiligen Adelheid von Vilich gewidmete Wallfahrtskapelle. Die heutige Kapelle wurde 1769 am Adelheidis-Brunnen errichtet und steht unter Denkmalschutz. Der Brunnen bzw. die darin eingefasste Quelle ist seit dem Mittelalter ein Wallfahrtsziel. Bei dem Kapellengebäude handelt sich um eine kleine, verputzte, einschiffige Saalkirche mit niedriger dreiseitiger Chornische, einem gedrückten Tonnengewölbe sowie einem Dachreiter auf der straßenabgewandten Nordwestseite des Daches.
Bei dem heutigen Gebäude, welches die Jahreszahl 1769 im Giebel trägt, muss es sich um ein Nachfolgegebäude handeln. Eine erste Kapelle am selben Ort ist bereits seit 1679 bezeugt. Diese Kapelle wurde ursprünglich von Eremiten betreut. 1688 wurde sie von Johann Wilhelm von der Pfalz, damals Herzog von Jülich und Berg, wegen der starken Zunahme von Pilgern an den Karmeliterorden übertragen, der hier in Folge ein mittlerweile aufgelöstes Kloster errichtete. Die Kapelle ist von der alten Klostermauer eingefasst.